# Castabala
Castabala (en grec antic Καστάβαλα) era una ciutat de la Tianitis (regió de Tíana) a Capadòcia, al nord-est de Calidna.
Estrabó descriu la ciutat de Castabala i diu que no era gaire lluny de Cibistra, i molt a prop de les muntanyes del Taure. Plini el Vell diu que Castabala i Tíana eren ciutats de Capadòcia.
A Castabala hi havia un temple amb una estàtua d'Àrtemis Peràsia portada per Orestes de "més enllà de la mar". Les seves sacerdotesses caminaven per damunt de brases sense cremar-se. És la moderna Kalat Masman.